# 사신수
사신수는 젤다의 전설에 나오는 가공의 기계이다.
사신수는 젤다의 전설 브레스 오브 더 와일드 등 젤다의 전설 시리즈에 리발, 우르보사, 미파, 다르케르 (젤다의 전설) 와 같은 영걸들이 조종하였다. 전설에 따르면 사신수는 바•메도, 바•루다니아, 바•나보리스, 바•루타가 있다고 한다.
젤다무쌍 대재앙의 시대에서는 신수를 조종할 수 있다. 하지만 자이로 센서로 조종하는 것이기 때문에 조종을 힘들어 하는 사람들도 많다. 필살기는 레이저로 모든 신수 공통이다.

## 바•메도
바•메도는 영걸 리발이 조종하던 신수이다. 새 같은 형상을 하고 있으며 가논의 원념에 의해 조종당할 땐 그 안에 바람의 커스 가논이 기생하고 있다. 모든 젤다의 전설 신수가 그렇듯이 안에 들어갈 수 있다. 내부 구조는 단순하게 날개를 기울이는 것이 전부이다. 그리고 경우도 3가지 라서 많은 사용자들이 바•메도의 퍼즐을 쉬워한다. 새 같은 형상을 하고 있으므로 하늘을 날 수 있다. 그러나 사용자들 중 일부는 너무 기계처럼 난다고 해서 실망하는 사용자도 있다.
날개에 달려있는 레이저 장치로 레이저를 쏠수 있다. 입 부분에서 쏘기도 하는 데 젤다무쌍 대재앙의 시대에서는 바•메도의 필살기가 입 부분에서 나온다. 일반 공격도 레이저이다.
젤다무쌍 대재앙의 시대에서 실제로 조종을 할 수 있는데 사용자들은 신수 중 가장 낫다고 대부분 평가를 하였다. 그러나 물론 하늘에서 조종하는 것이기 때문에 조종을 힘들어 하는 사람들도 있다.

#### 제어 장치의 위치
제어 장치는 총 5개이다. 메인 제어 장치는 몸 위에 있어 바람의 커스 가논과 싸울 때  공중전이 될 수 있다.
맵 정보가 담긴 가이드 스톤은 철을 마그넷 캐치 등으로 움직여 지나가 사용할 수 있다.
제어 장치는 날개 부분에 몰려있다. 한쪽 날개에 3개, 다른 쪽 날개에는 2개가 있다. 날개 부분 이동은 날개를 기울여 크레인을 움직여 이동할 수 있다.

## 바•루타
바•루타는 영걸 미파가 조종하던 신수로 코끼리의 형상을 하고 있다. 가논의 원념에 조종되면 물의 커스 가논이 기생하고 있다.  내부에 들어갈 수 있으며 내부 구조는 코를 움직이는 것이다. 물 속으로 들어 갔다 나올 수 있으며 코에서는 물이 나온다. 일반 공격은 얼음 공격.
코끼리처럼 상아 부분에서 레이저를 쏘는데 젤다무쌍 대재앙의 시대나 젤다의 전설 브레스 오브 더 와일드에 타주 큰 레이저를 쏠 때는 상아 부분에 에너지를 모아 입 부분으로 쏜다.

#### 제어 장치의 위치
제어 장치는 총 5개가 있으며 메인 제어 장치는 몸 오른쪽에 있다.
맵 정보가 있는 가이드 스톤은 물이 고여 있는 바닥에 있으며 아이스 메이커 등을 사용해 들어갈 수 있다.
제어 장치는 머리에 1개, 코에 1개, 몸에 3개이다. 코를 이용해 물을 뿌려 퍼즐을 푼다. 각도를 조종하여 아래쪽으로 45° 정도 내린곳부터 위로 90°까지 코가 올라간다.

## 바•루다니아
바•루다니아는 영걸 다르케르가 조종하던 신수로 도마뱀의 형상을 하고 있다. 젤다의 전설 브레스 오브 더 와일드에서 처음 들어가면 사방이 어두우며 용암 위에 있어도 끄떡없다. 그래서 화산 분화구 근처에 자리잡고 있다. 가논의 원념에 조종되면 그 안에 불의 커스 가논이 기생하고 있다.
조종할 땐 90°씩 몸 전체를 돌릴 수 있으며 용암 위를 걸어 다닐 수 있는 것은 발에 있다.
젤다무쌍 대재앙의 시대에서 사용자들이 제일 어려워 하는 신수 조종이기도 하다. 벽을 걸어다니며 공격을 하는데 시야가 90°라 보기도 불편하며 속도도 꽤나 느리다.

## 바•나보리스
마지막으로 바•나보리스는 영걸 우르보사가 조종하던 신수로 낙타의 형상을 하고 있다. 가논의 원념에 조종되면 번개의 커스 가논이 기생하고 있다. 내부 구조는 몸에 원통 모양을 돌리는 것으로 제어 장치는 5개이다. 뜨거운 사막에서도 잘 걸어다니는 데 그 이유는 발에 있는 어떠한 장치 덕분이다.
레이저는 입 부분에서, 전기는 등의 혹 부분에 달려 있는 장치로 공격한다. 전기이긴 하나 가논에게 조종 당할 땐 보라색이다.
젤다무쌍 대재앙의 시대에서는 조종이 가능한데 공격을 할 시엔 필살기는 레이저, 일반 공격은 전기 공격이다. 대시가 가능하다.
전기에 관련된 신수인 만큼 내부 퍼즐도 전기와 관련된 것들이 많다. 예를 들어 전기를 연결해 엘리베이터가 움직일 수 하게 하는 것 등이 있다.

## 같이 보기
- 젤다의 전설 브레스 오브 더 와일드
- 젤다무쌍 대재앙의 시대
- 리발
- 미파
- 우르보사
- 다르케르
- 새
- 코끼리
- 도마뱀
- 낙타